# Kantěmirovskaja (stanice metra v Moskvě)
Kantěmirovskaja (rusky Кантемировская) je stanice moskevského metra.

## Charakter stanice
Kantěmirovskaja se nachází na Zamoskvorecké lince, v její jižní části. Je to podzemní, jednolodní, mělce založená (8 m pod povrchem) stanice. Stěny za nástupištěm jsou obloženy hnědým mramorem, sloupy na kterých je umístěné osvětlení, růžovým, podlaha pak několika druhy žuly. Má jen jeden východ, vedoucí do podzemního vestibulu po pevném schodišti. Tematikou, která ovlivnila celé ztvárnění stanice je ruská vojenská historie. Stanice je nazvána po Kantěmirovské ulici, která nese jméno po gardové Kantěmirovské divizi, která se proslavila ve Velké vlastenecké válce. V projektové dokumentaci nesla název Lenino. Stanice byla otevřena oficiálně 30. prosince 1983 jako součást úseku Orechovo – Kaširskaja. Vzhledem k tomu, že však byla další den zaplavena vodou musela být okamžitě uzavřena. Opětovné zprovoznění následovalo až 9. února 1984.